# Entorchado
Se llama entorchado al adorno que sirve de distintivo a los oficiales generales, el cual se lleva en las vueltas de las mangas, centro y borlas de la faja. 
El entorchado se compone de fajitas o tiras de laurel enlazadas en contraposición en tres palos delgados formando aspas para denotar el mando y la recompensa. Por ejemplo, en España un entorchado de plata era la insignia del brigadier, uno de oro la del mariscal de campo, dos la de teniente general y tres la del capitán general.